# Вулиця Романа Шухевича (Рівне)
Вулиця Романа Шухевича - одна із вулиць міста Рівне, розташована в мікрорайоні Північний. Названа на честь головнокомандувача Української Повстанської Армії, голови Секретаріату Української головної визвольної ради, оунівця генерал-хорунжого Романа Шухевича.
Вулиця розпочинається від перехрестя із вулицею Богоявленською (за перехрестям переходить у проспект Генерала Безручка) та прямою лінією спускається з північного сходу на південний захід, до перехрестя із вулицею Князя Володимира. За цим перехрестям вулиця Шухевича переходить у вулицю Литовську.

## Зображення

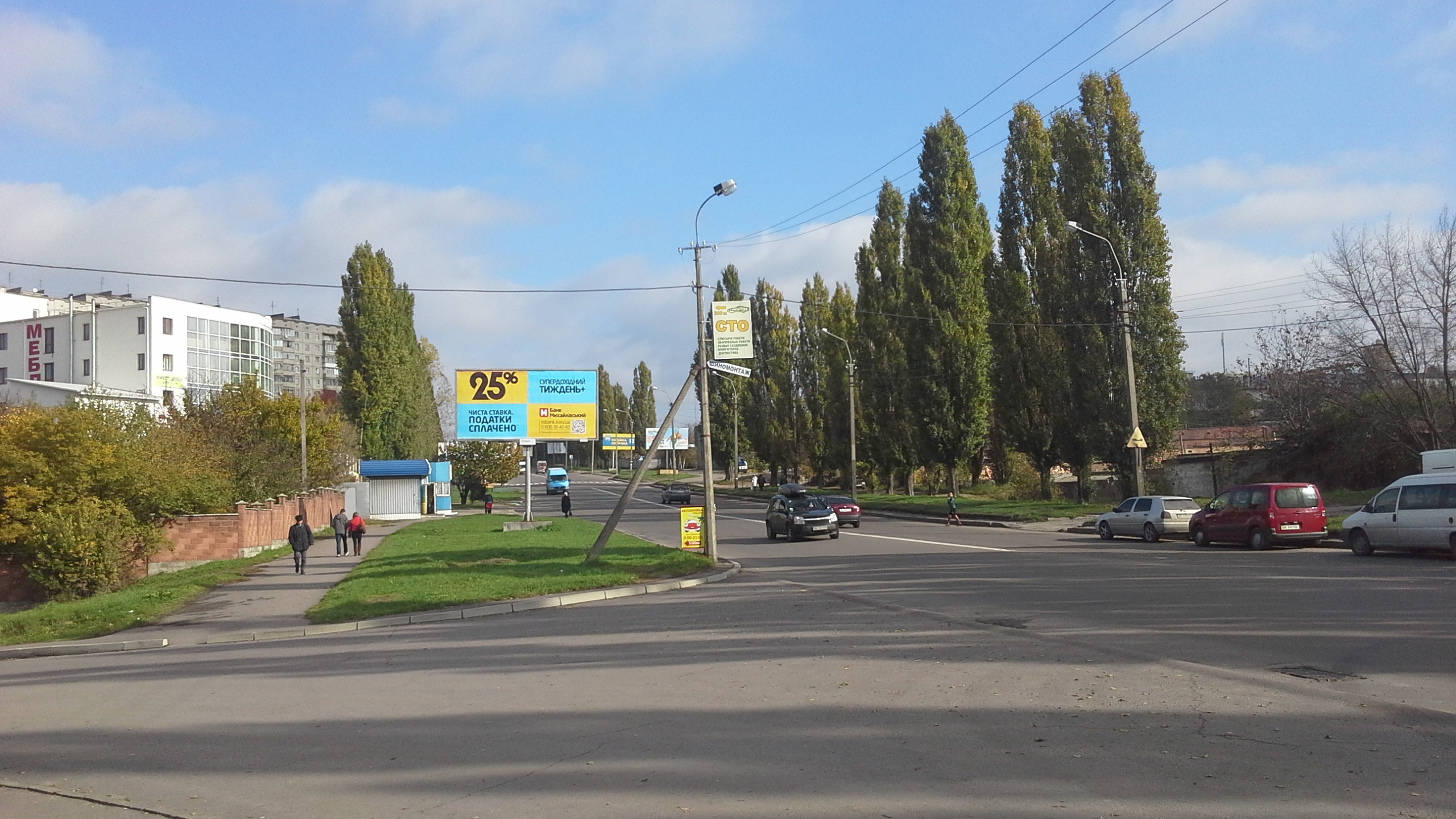
Вигляд на вулицю Романа Шухевича з вулиці Крейдяної
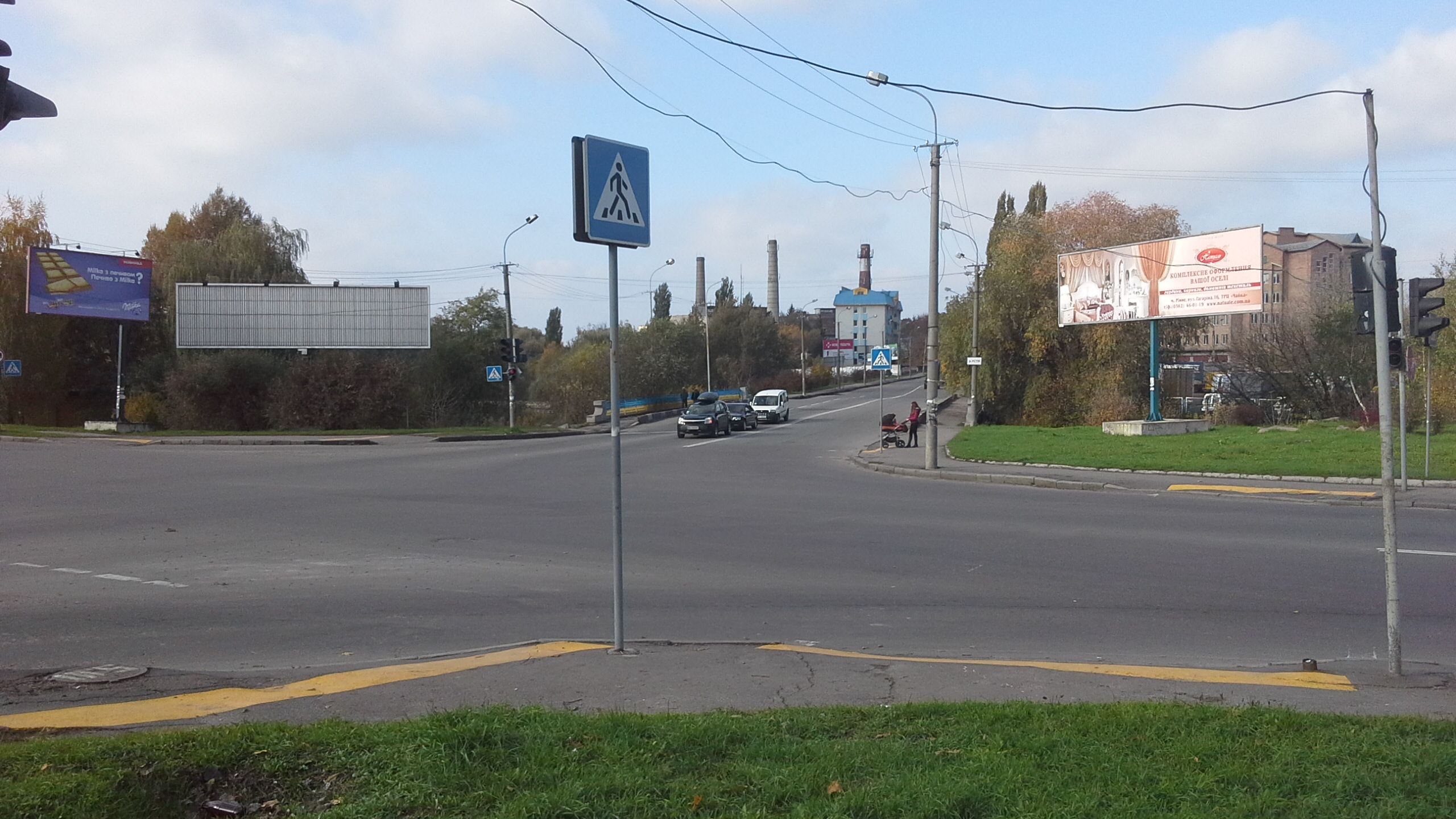
Перехрестя вулиць Князя Володимира та Романа Шухевича